# S’Express
S’Express, auch S-Express und später S·Xpress, war ein Acid-House-Studioprojekt des britischen DJs Mark Moore, dessen größter Hit Theme from S-Express aus dem Jahr 1988 stammt.

## Geschichte
Mit ihrer Debüt-Single Theme from S’Express, deren Hauptsamples auf die Lieder Is It Love You’re After (1979) von Rose Royce und I Got the Hots for You (1983) von TZ basierten, belegten S’Express im April 1988 auf dem Höhepunkt der Acid-House-Bewegung für zwei Wochen Platz eins der britischen Single-Charts. Auch in Deutschland war der Track sehr erfolgreich und belegte Platz zwei. In den amerikanischen Dance-Charts und in der Schweizer Hitparade erklomm die Single die Spitzenposition. Mit Superfly Guy und Hey Music Lover platzierten sich bis Anfang 1989 zwei weitere Auskopplungen vom goldprämierten Debütalbum Original Soundtrack in den britischen Top 10.
Das zweite Album des Projekts erschien 1990 unter dem Titel Intercourse. Zwar konnten sich mit Mantra for a State of Mind, Nothing to Lose und Find ’Em, Fool ’Em, Forget ’Em drei weitere Singles in den Charts des Vereinigten Königreichs platzieren, der Erfolg nahm jedoch stetig ab, was durch sinkende Verkaufszahlen zum Ausdruck kam.
Erst 1996 erreichte mit The Return Trip, einem Remix des Theme from S’Express, noch einmal ein Track die Top 20 der britischen Charts.

## Mitglieder
- Mark Anthony Kim Moore (* 12. Januar 1965)
- Roland S. Faber
- Michellé
- Linda Love
- Sonia Marina Clarke

## Diskografie

### Alben
| Jahr | Titel               | Höchstplatzierung, Gesamtwochen, AuszeichnungChartplatzierungen (Jahr, Titel, Platzierungen, Wochen, Auszeichnungen, Anmerkungen) | Höchstplatzierung, Gesamtwochen, AuszeichnungChartplatzierungen (Jahr, Titel, Platzierungen, Wochen, Auszeichnungen, Anmerkungen) | Höchstplatzierung, Gesamtwochen, AuszeichnungChartplatzierungen (Jahr, Titel, Platzierungen, Wochen, Auszeichnungen, Anmerkungen) | Höchstplatzierung, Gesamtwochen, AuszeichnungChartplatzierungen (Jahr, Titel, Platzierungen, Wochen, Auszeichnungen, Anmerkungen) | Höchstplatzierung, Gesamtwochen, AuszeichnungChartplatzierungen (Jahr, Titel, Platzierungen, Wochen, Auszeichnungen, Anmerkungen) | Anmerkungen                         |
| Jahr | Titel               | DE | AT | CH | UK | US | Anmerkungen                         |
| ---- | ------------------- | --- | --- | --- | --- | --- | ----------------------------------- |
| 1989 | Original Soundtrack | DE58 (2 Wo.)DE | — | — | UK5 Gold · (9 Wo.)UK | — | Erstveröffentlichung: 20. März 1989 |

Weitere Alben
- 1990: Intercourse

### Kompilationen
- 1998: Ultimate
- 2004: Themes from S’Express – The Best Of

### Singles
| Jahr | Titel Album                                      | Höchstplatzierung, Gesamtwochen, AuszeichnungChartplatzierungen (Jahr, Titel, Album, Platzierungen, Wochen, Auszeichnungen, Anmerkungen) | Höchstplatzierung, Gesamtwochen, AuszeichnungChartplatzierungen (Jahr, Titel, Album, Platzierungen, Wochen, Auszeichnungen, Anmerkungen) | Höchstplatzierung, Gesamtwochen, AuszeichnungChartplatzierungen (Jahr, Titel, Album, Platzierungen, Wochen, Auszeichnungen, Anmerkungen) | Höchstplatzierung, Gesamtwochen, AuszeichnungChartplatzierungen (Jahr, Titel, Album, Platzierungen, Wochen, Auszeichnungen, Anmerkungen) | Höchstplatzierung, Gesamtwochen, AuszeichnungChartplatzierungen (Jahr, Titel, Album, Platzierungen, Wochen, Auszeichnungen, Anmerkungen) | Höchstplatzierung, Gesamtwochen, AuszeichnungChartplatzierungen (Jahr, Titel, Album, Platzierungen, Wochen, Auszeichnungen, Anmerkungen) | Anmerkungen                                                       |
| Jahr | Titel Album                                      | DE | AT | CH | UK | US | Dance | Anmerkungen                                                       |
| ---- | ------------------------------------------------ | --- | --- | --- | --- | --- | --- | ----------------------------------------------------------------- |
| 1988 | Theme from S-Express Original Soundtrack         | DE2 (18 Wo.)DE | AT9 (16 Wo.)AT | CH1 (16 Wo.)CH | UK1 Silber · (16 Wo.)UK | US91 (6 Wo.)US | Dance1 (11 Wo.)Dance | Erstveröffentlichung: 4. April 1988                               |
| 1988 | Superfly Guy Original Soundtrack                 | DE13 (12 Wo.)DE | AT21 (6 Wo.)AT | CH11 (10 Wo.)CH | UK5 (9 Wo.)UK | — | Dance2 (11 Wo.)Dance | Erstveröffentlichung: 11. Juli 1988                               |
| 1989 | Hey Music Lover Original Soundtrack              | DE29 (9 Wo.)DE | AT28 (4 Wo.)AT | CH25 (4 Wo.)CH | UK6 (10 Wo.)UK | — | Dance6 (9 Wo.)Dance | Erstveröffentlichung: 6. Februar 1989                             |
| 1989 | Mantra for a State of Mind Intercourse (Reissue) | — | — | — | UK21 (8 Wo.)UK | — | — | Erstveröffentlichung: 4. September 1989                           |
| 1990 | Nothing to Lose Intercourse                      | — | — | — | UK32 (4 Wo.)UK | — | Dance9 (11 Wo.)Dance | Erstveröffentlichung: 3. September 1990                           |
| 1992 | Find ’Em, Fool ’Em, Forget ’Em Intercourse       | — | — | — | UK43 (4 Wo.)UK | — | — | Erstveröffentlichung: 18. März 1991                               |
| 1996 | Theme from S·Xpress – The Return Trip –          | — | — | — | UK14 (4 Wo.)UK | — | — | Erstveröffentlichung: 29. April 1996 Mark Moore presents S·Xpress |

Weitere Singles
- 1989: P. P. P. / The Age (als Victim of the Ghetto)
- 1989: Original Soundtrack Megamix
- 1990: Find Time to Be Yourself
- 1991: 4 Play from Intercourse (Promosingle)
- 1992: Find ’Em Fool ’Em E. P.
- 2008: Stupid Little Girls
- 2015: Excursions

## Auszeichnungen für Musikverkäufe
| Goldene Schallplatte - Frankreich - 1988: für die Single Theme from S-Express |

Anmerkung: Auszeichnungen in Ländern aus den Charttabellen bzw. Chartboxen sind in ebendiesen zu finden.
| Land/RegionAuszeichnungen für Musikverkäufe (Land/Region, Auszeichnungen, Verkäufe, Quellen) | Silber  | Gold     | Platin | Verkäufe | Quellen     |
| -------------------------------------------------------------------------------------------- | ------- | -------- | ------ | -------- | ----------- |
| Frankreich (SNEP)                                                                            | —       | Gold1    | —      | 500.000  | infodisc.fr |
| Vereinigtes Königreich (BPI)                                                                 | Silber1 | Gold1    | —      | 350.000  | bpi.co.uk   |
| Insgesamt                                                                                    | Silber1 | 2× Gold2 | —      |          |             |